# Сё Кимпуку
Сё Кимпуку (яп. 尚金福, 1398 — 26 мая 1453) — король государства Рюкю династии Сё (1449—1453). Сын короля Сё Хаси и брат Сё Тю. Взошёл на трон после смерти племянника Сё Ситацу, который не оставил наследника. 1452 году император Китая Цзинтай направил к Сё Тю миссию саппо. Когда Сё Кимпуку умер в 1453 году, разразился спор о престолонаследии между сыном короля Сиро (яп. 志魯) и его младшим братом Фури (яп. 布里). Замок Сюри был сожжён во время конфликта, и оба они погибли. После инцидента на трон взошёл другой младший брат короля, Сё Тайкю.

## Источник
Е. В. Пустовойт. История королевство Рюкю (с древнейших времен до его ликвидации) — Владивосток, Русский остров; 2008—129 стр. илл